# Bilca
Bilca község és községközpont Romániában, Suceava megyében.

## Fekvése
Suceava megye északi részén, a Keleti-Kárpátok keleti lejtőinek közelében, a Szucsáva folyó bal partján található. Radóc község és Putna község között félúton, Vicovu de Sustól 8 km-re, Radóctól 20 km-re, a DJ 178C megyei út mentén fekvő település.

## Leírása
A 10 km hosszú és 4 km széles település északon Ukrajnával, nyugaton  Vicovu de Susszal, délen Vicovu de Jossal határos, amelytől a Szucsáva folyó választja el.
Lakossága főként állattenyésztéssel foglalkozott. A 18. században Bilca falu Vicovu de Joshoz tartozott, 1810-től Bilca néven említik.

## Fordítás
Ez a szócikk részben vagy egészben  a   Comuna Bilca, Suceava című román Wikipédia-szócikk ezen változatának fordításán alapul.  Az eredeti cikk szerkesztőit annak laptörténete sorolja fel. Ez a jelzés csupán a megfogalmazás eredetét és a szerzői jogokat jelzi, nem szolgál a cikkben szereplő információk forrásmegjelöléseként.